# Macintosh styresystemer
Apple styresystemer er en række af grafisk brugergrænseflade-baserede styresystemer udviklet af Apple Inc. til deres Macintosh linje af computersystemer. Det første Macintosh styresystem System Software er krediteret for populariseringen af den grafiske brugergrænseflade.
System Software blev for første gang introduceret i 1984 og revolutionerede den personlige computer. I 1996 ændredes navnet til Mac OS (med Mac OS 7.6). I år 2001 kom en helt ny version af styresystemet fra Apple - branden – Mac OS X, der er baseret på en UNIX-motor med grafisk brugergrænseflade. I 2012 blev Apples OS branded OS X (udtaltes OS 10). I juni 2016 blev Apples OS branded macOS med macOS Sierra; version 10.12. Seneste udgave Mac OS 13.1 med navnet Ventura, der blev udsendt i oktober 2022. Dette er tilpasset Apples nyeste processor M1 og M2. 
Ca. 1 gang om året er der siden år 2000 kommet en ny version af Mac OS X.